# Walther Stampfli

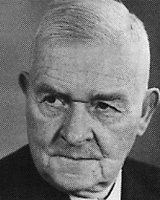
Walther Stampfli

Walther Stampfli (* 3. Dezember 1884 in Büren SO; † 11. Oktober 1965 in Zürich, heimatberechtigt in Aeschi) war ein Schweizer Politiker (FDP) und Manager. Nach dem Studium arbeitete er zunächst zehn Jahre lang als Journalist beim Oltner Tagblatt, danach als Sekretär des Solothurnischen Handels- und Industrievereins. Ab 1921 war er Direktionssekretär der von Roll’schen Eisenwerke, ab 1929 deren kaufmännischer Direktor. Seine politische Karriere begann 1912 mit der Wahl in den Solothurner Kantonsrat, dem er 25 Jahre lang angehörte. Ab 1931 vertrat er den Kanton Solothurn im Nationalrat. 1940 wurde Stampfli von der Bundesversammlung in den Bundesrat gewählt und übernahm aufgrund seiner wirtschaftlichen Fachkenntnisse das Volkswirtschaftsdepartement. In den Jahren des Zweiten Weltkriegs musste er die Versorgung des Landes mit Nahrungsmitteln, Rohstoffen und Energie sicherstellen, wozu er sich mit den Achsenmächten arrangieren musste. Er unterstützte Friedrich Traugott Wahlen bei der Umsetzung der «Anbauschlacht». Ebenso trieb Stampfli ab 1944 die Alters- und Hinterlassenenversicherung voran, die vier Jahre später eingeführt werden konnte. Nach seinem Rücktritt Ende 1947 blieb er über ein Jahrzehnt lang in der Wirtschaft tätig.

## Biografie

### Studium, Beruf und Familie
Er war das zweitälteste von sechs Kindern des Bezirkslehrers Kaspar Stampfli und von Emilie Füeg. Der Vater führte nebenberuflich auch einen landwirtschaftlichen Betrieb; der jüngere Bruder Oskar Stampfli amtierte später als Regierungsrat des Kantons Solothurn. Walther Stampfli besuchte in seinem Geburtsort Büren die Primarschule und die Bezirksschule. Später absolvierte er die Kantonsschule Solothurn, wo er der Schülerverbindung Wengia Solodorensis angehörte. Nach bestandener Matura begann er 1902 ein mathematisch-naturwissenschaftliches Studium am Eidgenössischen Polytechnikum in Zürich, das er jedoch nach zwei Jahren abbrach. Innerhalb eines Jahres erwarb er an der Universität Göttingen ein Diplom als Versicherungskaufmann. 1905 kehrte das Mitglied der Studentenverbindung Helvetia in die Schweiz zurück, um sein Studium an der rechts- und staatswirtschaftlichen Fakultät der Universität Zürich fortzusetzen. Unter Heinrich Herkner promovierte er 1906 mit einer Arbeit über das private Versicherungswesen.
Stampfli gehörte dem linken, sozialkritischen Flügel der Freisinnigen an. Er übernahm am 1. Januar 1908 die Redaktion des Oltner Tagblatts und führte in den folgenden zehn Jahren häufig publizistische Kampagnen gegen die Katholisch-Konservativen. Zunächst sympathisierte er mit den Sozialdemokraten, distanzierte sich aber nach dem Landesstreik im November 1918 deutlich von ihnen. Stampfli heiratete im Juni 1916 Ida Kuoch, die Tochter des eidgenössischen Telegrafendirektors Thomas Kuoch, und hatte mit ihr drei Kinder. Ab 1918 war er als Sekretär des Solothurnischen Handels- und Industrievereins tätig, ab 1921 als Direktionssekretär der von Roll’schen Eisenwerke in Gerlafingen. Innerhalb des Unternehmens stieg er 1929 zum Direktor für kaufmännische und soziale Angelegenheiten auf. Daneben präsidierte er ab 1935 die Solothurner Kantonalbank und war Mitglied des Verwaltungsrates der Rentenanstalt.
Durch seine berufliche Tätigkeit hatte Stampfli auch nach der Machtergreifung enge geschäftliche Beziehungen zum Deutschen Reich, doch war er ein erklärter Gegner der nationalsozialistischen Ideologie. Seine Schwägerin war mit einem deutschen Industriellen, einem Juden, verheiratet. Dieser wurde nach der Reichskristallnacht vom 9./10. November 1938 verhaftet und sein Vermögen eingezogen. Stampfli reiste umgehend nach Deutschland und konnte dank seinen Beziehungen den Verwandten aus der Haft befreien und zusammen mit seiner Schwägerin in die Schweiz in Sicherheit bringen. Seine Einstellung der extremen Rechten gegenüber war jedoch ambivalent. Nach dem Zweiten Weltkrieg protegierte er Waldemar Pabst (Mörder der deutschen Marxistenführer Rosa Luxemburg und Karl Liebknecht), der für die Waffenfabrik Solothurn tätig war. Ausserdem soll Stampfli massiven Druck auf Bundesanwalt René Dubois ausgeübt haben, der in den 1950er Jahren gegen Pabst und den Waffenhändler Gregori Messen-Jaschin ermittelte und sich unter mysteriösen Umständen das Leben nahm.

### Kantonsrat und Nationalrat
Stampflis politische Karriere begann 1912 mit der Wahl in den Kantonsrat. In den folgenden 25 Jahren vertrat er nacheinander drei verschiedene Wahlkreise, zeitweise war er Fraktionspräsident der Solothurner Freisinnigen. Seine politischen Gegner bezeichneten ihn als ausgezeichneten, leidenschaftlichen und äusserst harten Redner. 1917 unterlag er bei der Regierungsratswahl dem gemeinsamen Kandidaten einer sozialdemokratisch-konservativen Allianz, 1922 amtierte er als Kantonsratspräsident. Stampfli kandidierte mit Erfolg bei den Nationalratswahlen 1931 und war nun auch auf Bundesebene politisch tätig. Er vertrat die Interessen der Wirtschaft gegen sozialistische und korporatistische Forderungen, die während der Weltwirtschaftskrise in weiten Teilen der Bevölkerung Anklang gefunden hatten.
Andererseits setzte sich Stampfli auch für den Ausbau des Sozialstaates ein. So engagierte er sich im «Schweizerischen Verein der Unterstützungskassen und Stiftungen für Alter und Invalidität», dem Verband der privaten Vorsorgeeinrichtungen. 1925 hatte das Volk der Verfassungsgrundlage für eine Alters- und Hinterlassenenversicherung zugestimmt. Stampfli unterstützte Volkswirtschaftsminister Edmund Schulthess in seinen Bestrebungen, ein Ausführungsgesetz zu schaffen, doch die «Lex Schulthess» wurde am 6. Dezember 1931 deutlich in einer Referendumsabstimmung abgelehnt. Ein staatliches Vorsorgemodell war damit zunächst gescheitert, weshalb Stampfli den Ausbau der privaten Altersvorsorge förderte. 1934 wurde er nach dem Rücktritt von Heinrich Häberlin angefragt, ob er für den Bundesrat kandidieren wolle. Er verzichtete und erklärte, er könne es seiner Familie gegenüber nicht verantworten, seinen Direktorenposten gegen die unsichere Regierungstätigkeit einzutauschen. 1937 gab er sein Kantonsratsmandat auf und konzentrierte sich auf den Nationalrat.
Anderthalb Jahre später erlebte die Schweiz in der Anfangsphase des Zweiten Weltkriegs eine der kritischsten Momente ihrer Geschichte, denn nach dem Abschluss des Westfeldzugs und der Kapitulation Frankreichs am 25. Juni 1940 war das Land vollständig von den Achsenmächten umschlossen. Aussenminister Marcel Pilet-Golaz versuchte die Bevölkerung in einer Radioansprache zu beruhigen, bewirkte damit aber das Gegenteil, da man seine Worte als anpasserisch empfand. Hinzu kam, dass der schwer erkrankte Volkswirtschaftsminister Hermann Obrecht fünf Tage zuvor seinen Rücktritt auf Ende Juli angekündigt hatte. Da keiner der übrigen Bundesräte sein Departement wechseln wollte, musste ein Nachfolger mit wirtschaftlichem Sachverstand gefunden werden. Eher widerwillig liess sich Stampfli von der FDP-Fraktion als Kandidat aufstellen, worauf die Katholisch-Konservativen und die BGB ihre Unterstützung zusagten. Bei der Bundesratsersatzwahl am 18. Juli 1940 wählte ihn die Bundesversammlung im ersten Wahlgang mit 142 von 217 gültigen Stimmen; auf den Sozialdemokraten Gustav Wenk entfielen 51 Stimmen, auf weitere Personen 24 Stimmen.

### Bundesrat
Am 1. August 1940 übernahm Stampfli wie vorgesehen die Leitung des Volkswirtschaftsdepartements. Es war damals das eigentliche Schlüsseldepartement, da es mehr als die Hälfte aller Sachgeschäfte des Bundesrates betreute. Insbesondere hatte es die Aufgabe, die Versorgung der Schweiz mit Nahrungsmitteln, Rohstoffen und Energie sicherzustellen sowie Arbeitsplätze zu schaffen. Stampfli musste dabei eine Balance zwischen der Neutralität der Schweiz und den Erpressungen der Achsenmächte finden. Nach anfänglichem Zögern unterstützte er einen Plan, den Friedrich Traugott Wahlen, der Chef der Abteilung für landwirtschaftliche Produktion und Hauswirtschaft im Kriegsernährungsamt, seit 1937 vorbereitet hatte: Mithilfe der «Anbauschlacht» sollte die landwirtschaftliche Nutzfläche systematisch vergrössert und dadurch der Selbstversorgungsgrad erhöht werden. Gegen den Widerstand der Armee konnte Stampfli durchsetzen, dass die dafür notwendigen Mittel und Arbeitskräfte zur Verfügung standen. Dabei kam es wiederholt zu Auseinandersetzungen mit General Henri Guisan, wobei sich der Bundesrat meistens durchsetzte.
Stampfli erweiterte die von seinem Vorgänger eingeführte, auf dem Milizsystem basierende Kriegswirtschaft. Bis 1943 erhöhte sich der Mitarbeiterbestand der Handelsdelegation um das 17-fache auf über 3600 Personen. Zwar musste die Schweiz den Deutschen und Italienern Waffen liefern sowie den Transitverkehr durch den Gotthard gewähren lassen. Im Gegenzug konnte durch zähe Verhandlungen erreicht werden, dass weiterhin Eisen, Kohle und andere Rohstoffe in die Schweiz gelangten. Zeitweise wurden mehr als 90 % der Einfuhren über den Hafen Genua abgewickelt, was den raschen Aufbau einer eigenständigen Schweizer Hochseeschifffahrt nach sich zog. Allmählich gelang es Stampfli, selbstbewusster aufzutreten, indem er Forderungen der Achsenmächte mit Gegenforderungen zugunsten der Alliierten konterte.
Der spätere Bundesrat Hans Schaffner sagte über Stampflis direkte Art und bisweilen impulsive Verhandlungsführung: «Wenn die Verhandlungen ins Stocken gerieten, weil die deutschen Forderungen für die Schweiz unannehmbar wurden, so zitierte Stampfli die deutschen Delegationsleiter und sprach mit ihnen. Dabei ging es oft sehr laut zu. Er war mit den Abgesandten des Naziregimes nicht zimperlich und brüllte sie teilweise in seinem Zimmer geradezu an.» Je mehr sich das Kriegsglück auf die Seite der Alliierten neigte, umso mehr verhärteten diese ihre Position gegenüber der Schweiz und stellten ihrerseits Forderungen. Dies verleitete Stampfli während einer Bundesratssitzung zur Aussage, man sei von den Deutschen nie schlechter behandelt worden also von den Alliierten. Er rechtfertigte sein Nachgeben gegenüber den Achsenmächten mit dem Grundsatz «zuerst leben und dann philosophieren». Auch meinte er: «Mich interessiert es gar nicht, was unsere Nachkommen sagen werden. Mich interessiert vielmehr, was die heutige Generation sagen würde, wenn sie keine Kohle und nichts zu essen hätte.»
Auch innenpolitisch erwies sich Stampfli als geschickter Verhandler: Als die Arbeiter der Schuhkonzerns Bally den Abschluss eines Gesamtarbeitsvertrags forderten, lehnte Chef Iwan Bally (damals Solothurner Ständerat) dies kategorisch ab. Die Gewerkschaften baten daraufhin Stampfli um Unterstützung. Er zwang Bally zum Vertragsabschluss, indem er drohte, dass die Armee sonst keine Militärschuhe mehr von seiner Firma beziehen würde. Während des Krieges verhinderte Stampfli Eingriffe des Staates in die Binnenwirtschaft, die nicht kriegswirtschaftlich bedingt waren, da er die endgültige Verdrängung der Handels- und Gewerbefreiheit befürchtete. Nach Kriegsende begann er interventionistische Bestimmungen sukzessive abzubauen. Dies gelang ihm aber nur teilweise, da 1947 Volk und Stände knapp einem Bundesbeschluss zustimmten, der einzelne korporatistische Bestimmungen in der Bundesverfassung verankerte. Dazu gehörten die Festschreibung von Vernehmlassungsverfahren und die allgemeine Verbindlichkeit von Gesamtarbeitsverträgen.
Vorbereitende Arbeiten zur Einführung der Alters- und Hinterlassenenversicherung (AHV) waren Ende der 1930er Jahre aufgenommen worden, gerieten aber aufgrund des Krieges in den Hintergrund. Aufgrund zahlreicher politischer Vorstösse begann Stampfli 1943, die AHV energisch voranzutreiben. 1944 amtierte er als Bundespräsident. Bei seiner ersten Amtshandlung, der Neujahrsansprache, kündigte er öffentlichkeitswirksam die baldige Einführung der staatlichen Altersvorsorge an. Wenig später setzte er eine Expertenkommission ein, die zusammen mit dem Bundesamt für Sozialversicherungen die Grundlagen ausarbeitete. Stampfli gelang es, Parteien, Wirtschaftsverbände und Gewerkschaften für sein Projekt einer eher bescheiden ausgestatteten AHV zu gewinnen, die das Weiterbestehen privater Pensionskassen garantierte. In der Volksabstimmung vom 6. Juli 1947 wurde das Bundesgesetz über die Alters- und Hinterlassenenversicherung mit 80,0 % der Stimmen angenommen, bei einer Beteiligung von 79,7 %. Die AHV nahm ihre Tätigkeit am 1. Januar 1948 auf. Stampfli gilt seither als «Vater der AHV» – ebenso wie Hans-Peter Tschudi, der das Sozialwerk in den 1960er Jahren markant ausbaute.

### Weitere Tätigkeiten
Mit der Annahme der AHV hatte Stampfli sein wichtigstes politisches Ziel erreicht und auch ein dauerhaftes Vermächtnis geschaffen, weshalb er Ende 1947 als Bundesrat zurücktrat. Sein autoritärer Führungsstil, der keinen Widerspruch duldete, war während des Krieges durchaus nützlich gewesen. In der Nachkriegszeit war er damit aber immer häufiger auf den Widerstand der Parlamentarier gestossen. Er zog sich aus der Politik zurück und war daraufhin wieder in der Wirtschaft in leitenden Funktionen tätig. Von 1948 bis 1960 war er Verwaltungsratspräsident der von Roll’schen Eisenwerke, von 1948 bis 1963 auch der Papierfabrik Biberist. Darüber hinaus war er Mitglied des Verwaltungsrates beim Schweizerischen Bankverein, beim Bally-Konzern und bei der Escher Wyss AG.
Prägend für Stampflis lebenslanges soziales Engagement war seine Tochter, die wegen eines Geburtsfehlers schwer behindert war. Er präsidierte die «Schweizerische Arbeitsgemeinschaft zur Eingliederung Behinderter in die Volkswirtschaft». 1952 gehörte er zu den Gründern der Brunau-Stiftung, die vier Jahre später in Zürich ein Eingliederungszentrum für geistig und körperliche Behinderte in Betrieb nahm und der er bis 1963 als Präsident vorstand.